# Tomislav Smoljanović
Tomislav Smoljanović (Split, 15. srpnja 1977.), hrvatski veslač, osvajač brončane medalje na Olimpijskim igrama u Sydneyu 2000. godine.